# Régiment de Châteauvieux
Pour les articles homonymes, voir régiment de Stuppa, régiment de Surbeck, régiment d’Hemel et régiment de Jenner.
Le régiment de Châteauvieux est un régiment d'infanterie au service de l'Ancien Régime, suisse, créé en 1677 sous le nom de régiment de Stuppa le jeune. Il est connu notamment pour sa mutinerie de 1790 (affaire de Nancy). Lors de la ŕéorganisation des corps d'infanterie sous la Révolution, il devient le 76e régiment d'infanterie de ligne.

## Création et différentes dénominations
- 28 janvier 1677 : création du régiment de Stuppa le jeune
- 16 octobre 1692 : renommé régiment de Surbeck
- 8 mai 1714 : renommé régiment d’Hemel
- 17 mai 1729 : renommé régiment de Besenval
- 26 octobre 1738 : renommé régiment de La Cour au Chantre
- 12 mai 1748 : renommé régiment de Granvillars
- 15 juin 1749 : renommé régiment de Balthazard
- 20 janvier 1754 : renommé régiment de Planta
- 10 août 1760 : renommé régiment d’Arbonnier
- 1763 : renommé régiment de Jenner
- 1774 : renommé régiment d’Aulbonne
- 1783 : renommé régiment de Châteauvieux (Lullin de Châteauvieux)
- 1er janvier 1791 : renommé 76e régiment d’infanterie de ligne

## Équipement

### Drapeaux
8 drapeaux dont un blanc colonel, « ondé de fleurs blanches & croix blanche, et 7 d’ordonnance, ondz de flâmes bleues & jaunes par opposition, & croix blanches ».

Drapeaux d’ordonnance
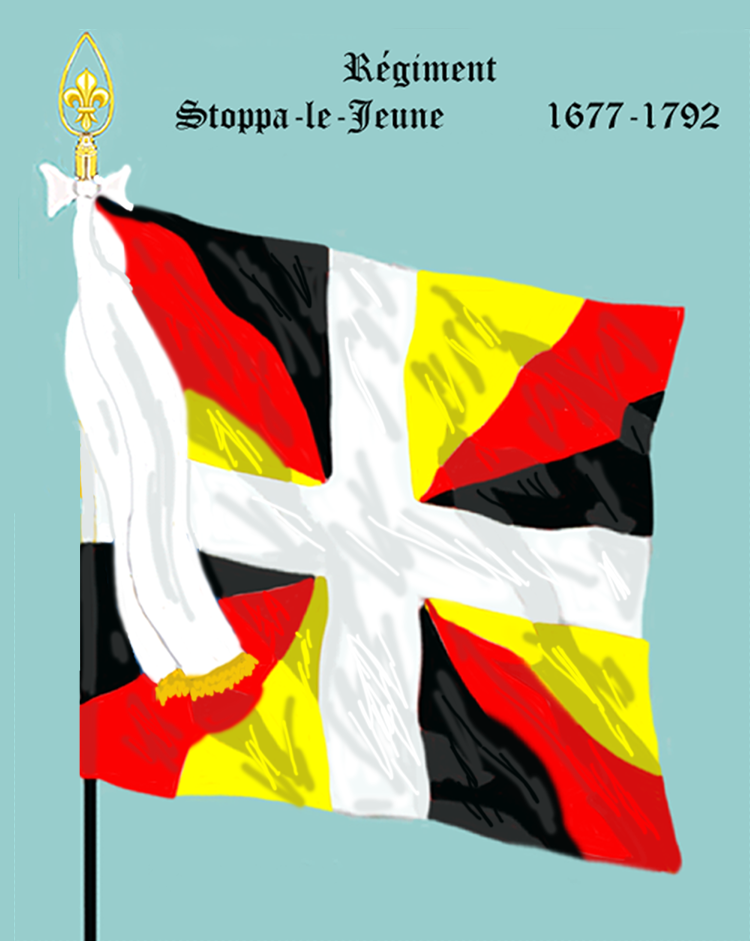
régiment de Stuppa le jeune de 1677 à 1692
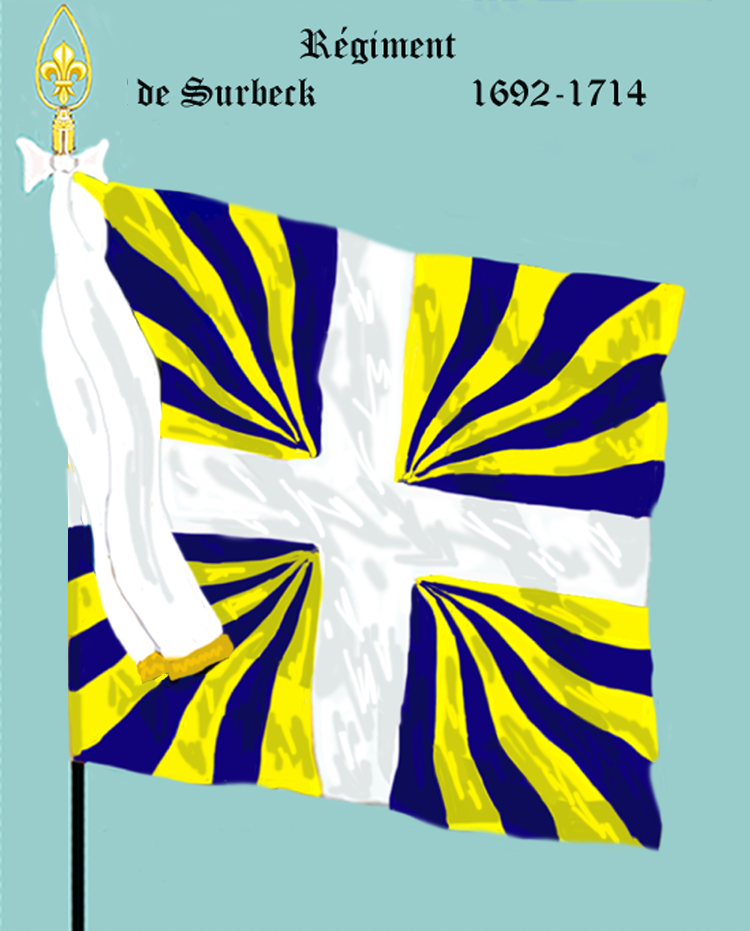
régiment de Surbeck de 1692 à 1714
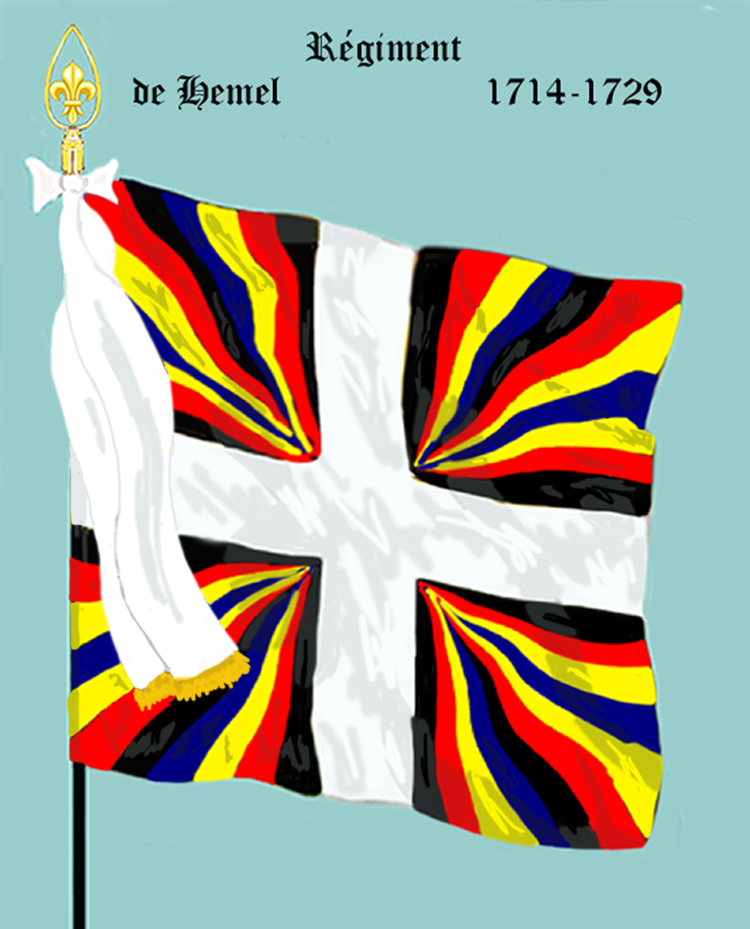
régiment d’Hemel de 1714 à 1729
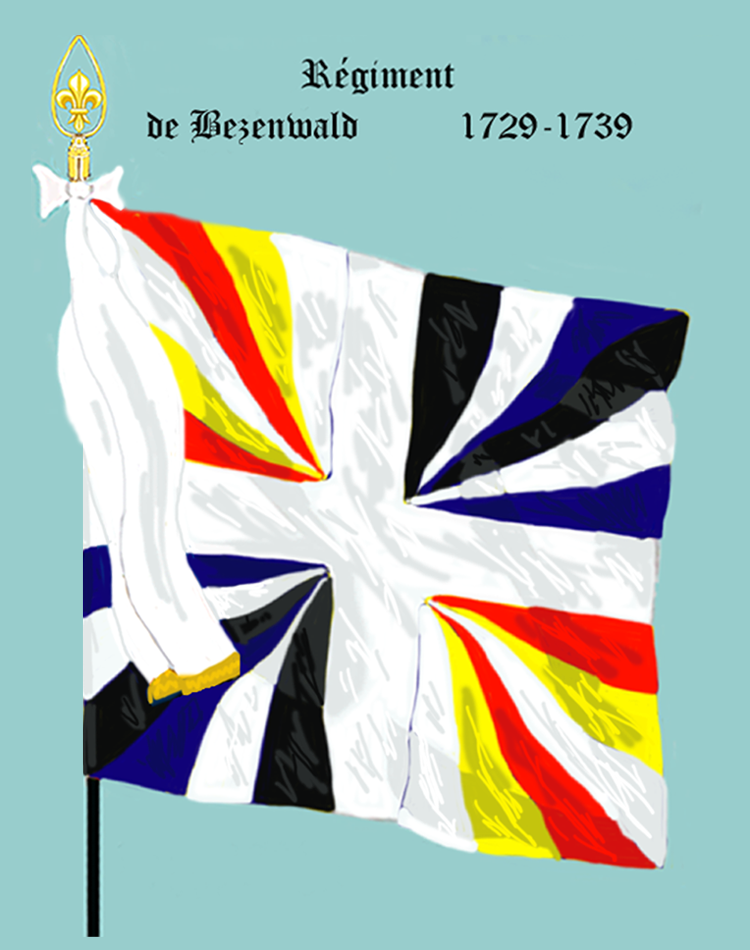
régiment de Besenval de 1729 à 1739

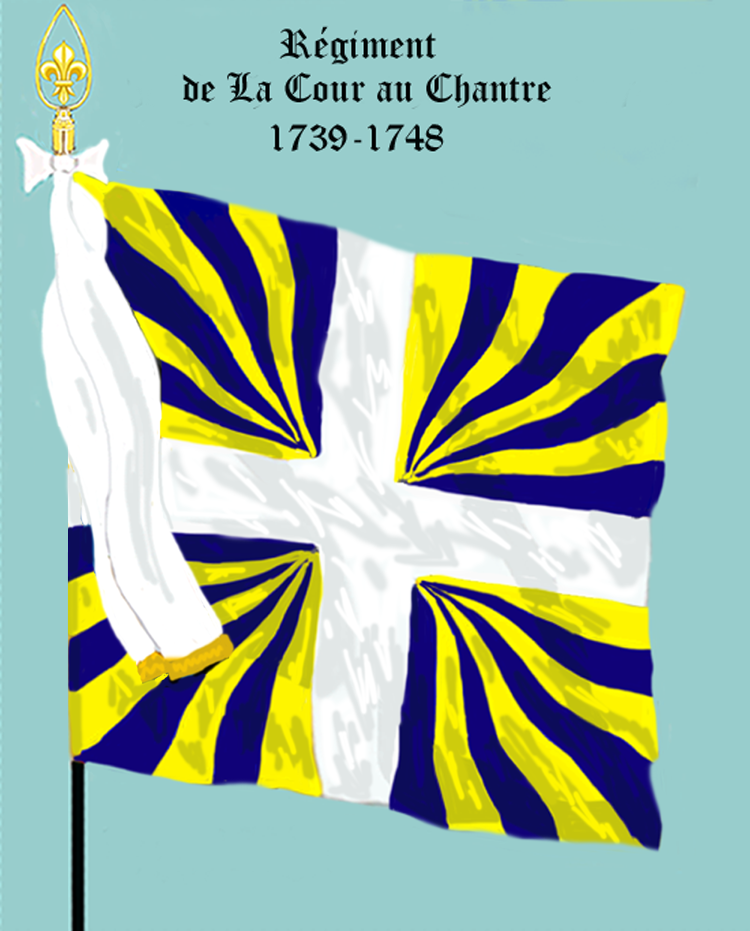
régiment de La Cour au Chantre de 1739 à 1748
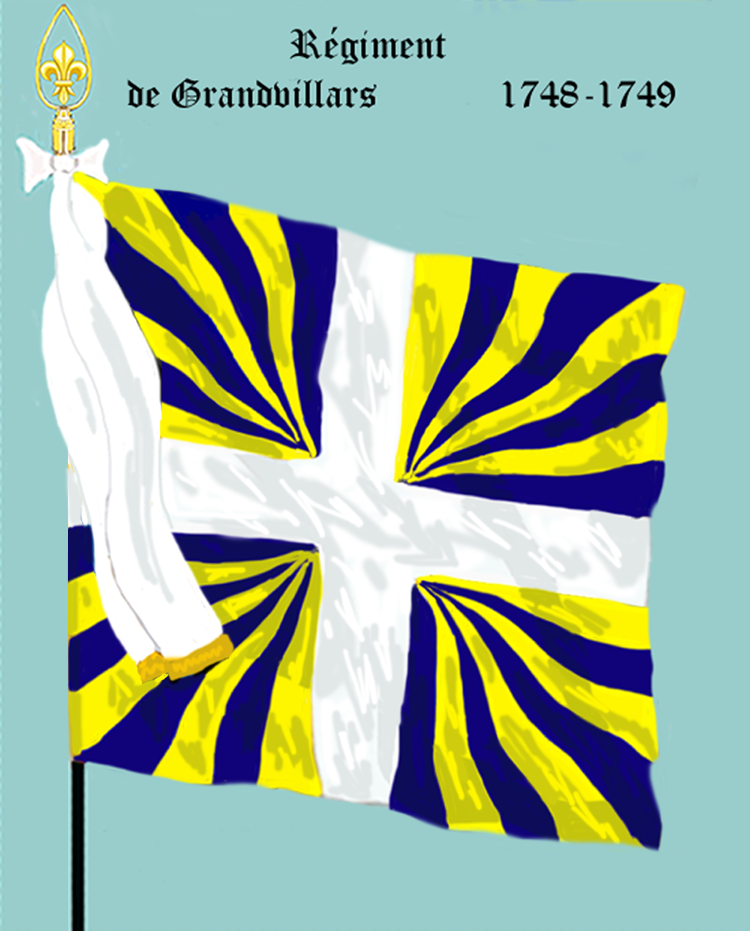
régiment de Granvillars de 1748 à 1749
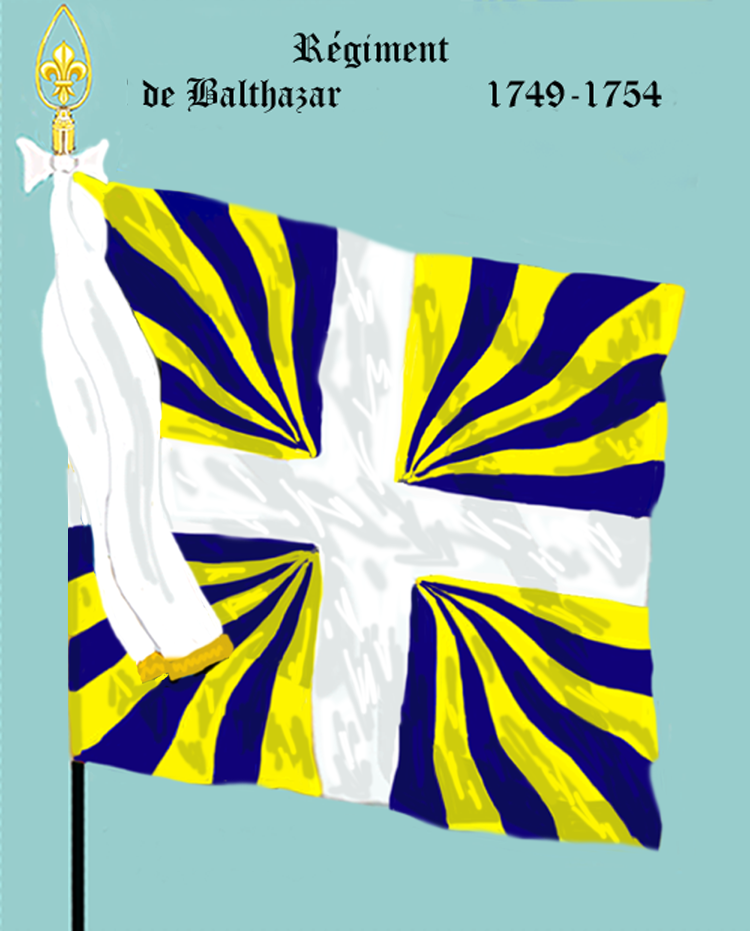
régiment de Balthazar de 1749 à 1754
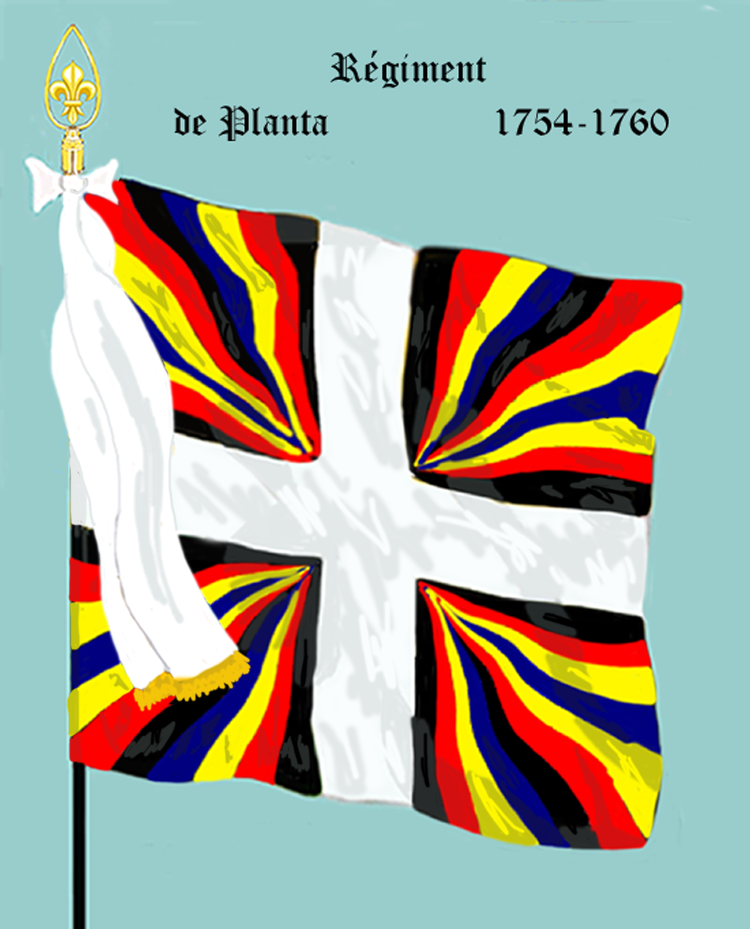
régiment de Planta de 1754 à 1760

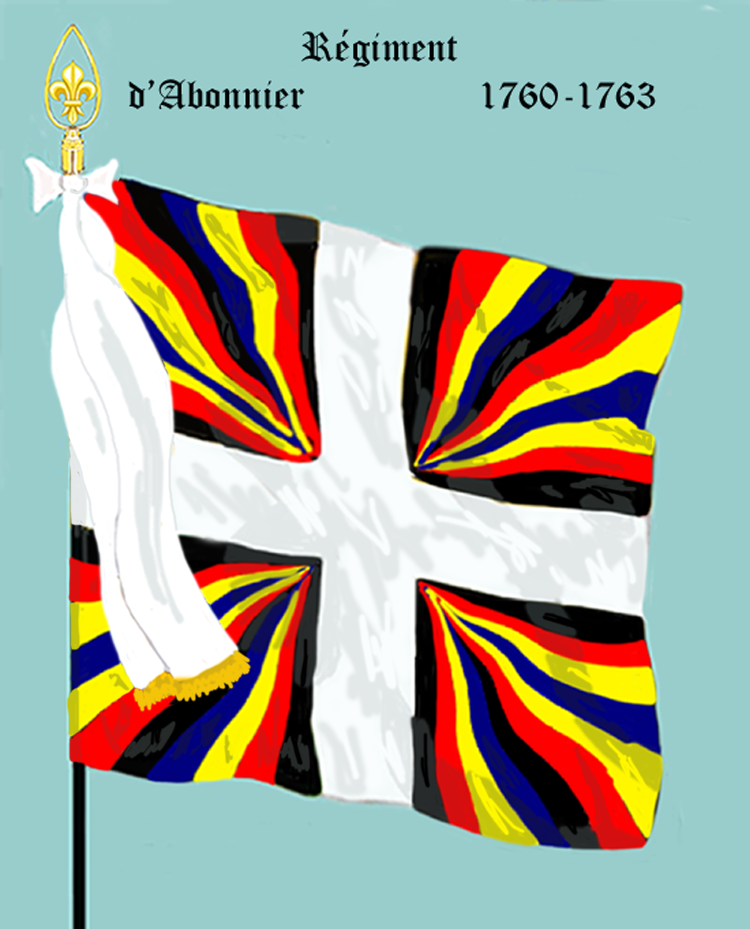
régiment d’Arbonnier de 1760 à 1763
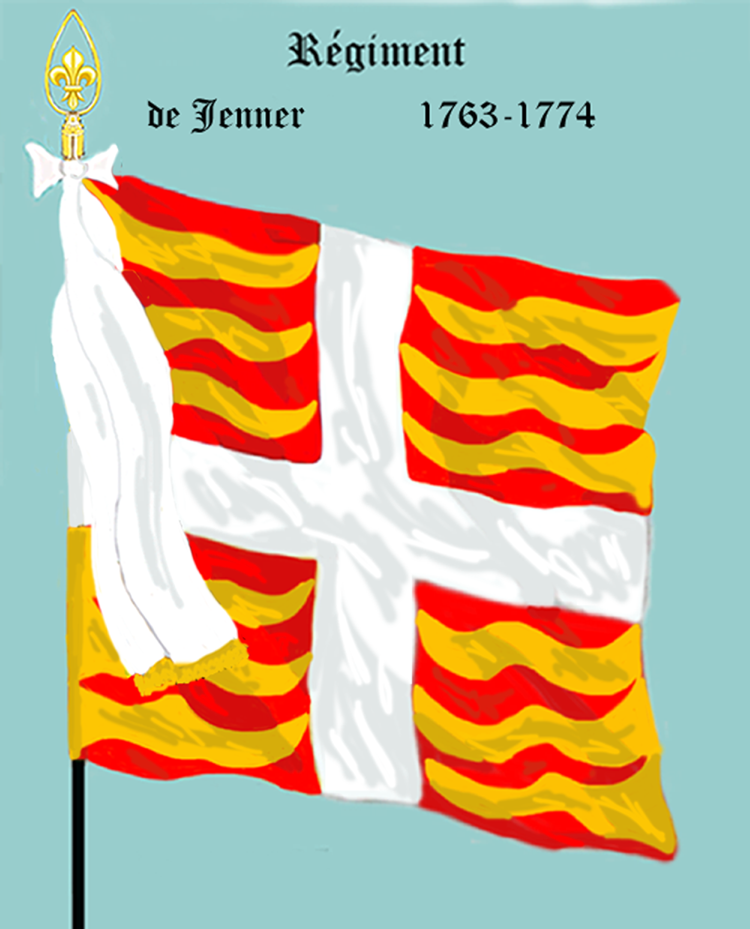
régiment de Jenner de 1763 à 1774
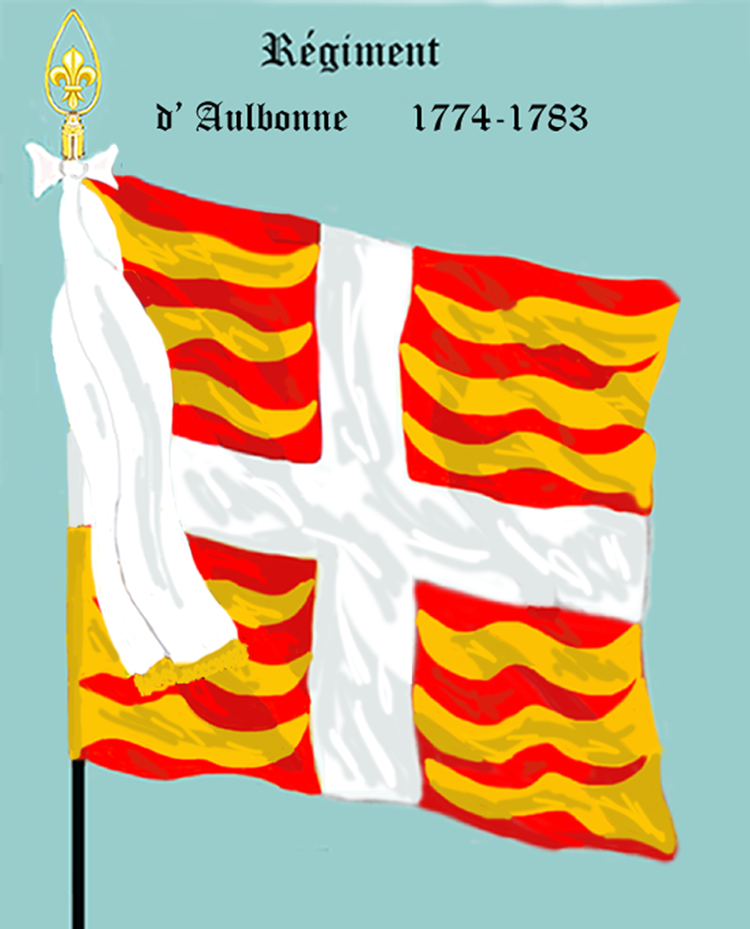
régiment d’Aulbonne de 1774 à 1783
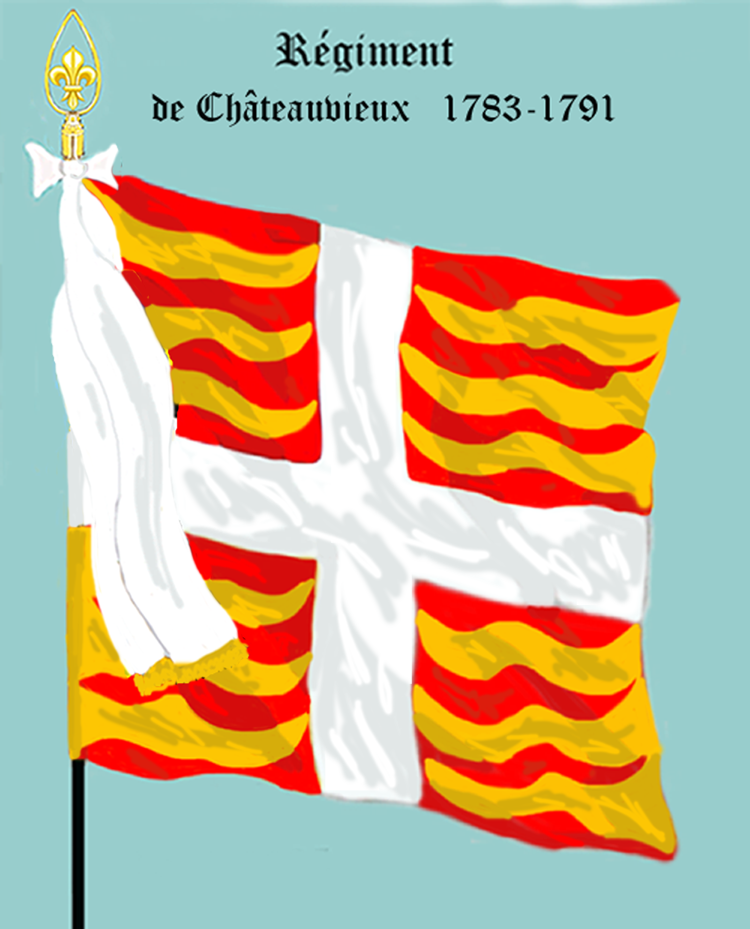
régiment de Châteauvieux de 1783 à 1791

### Habillement

Uniformes
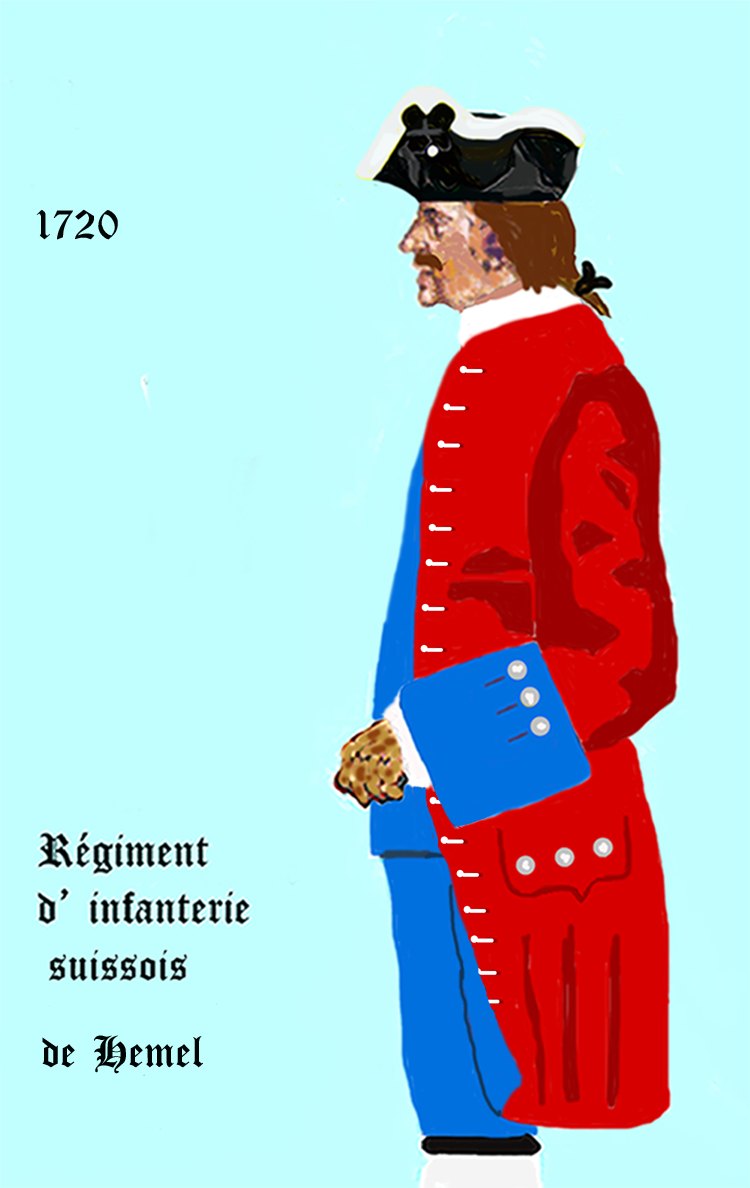
régiment d’Hemel de 1720 à 1729
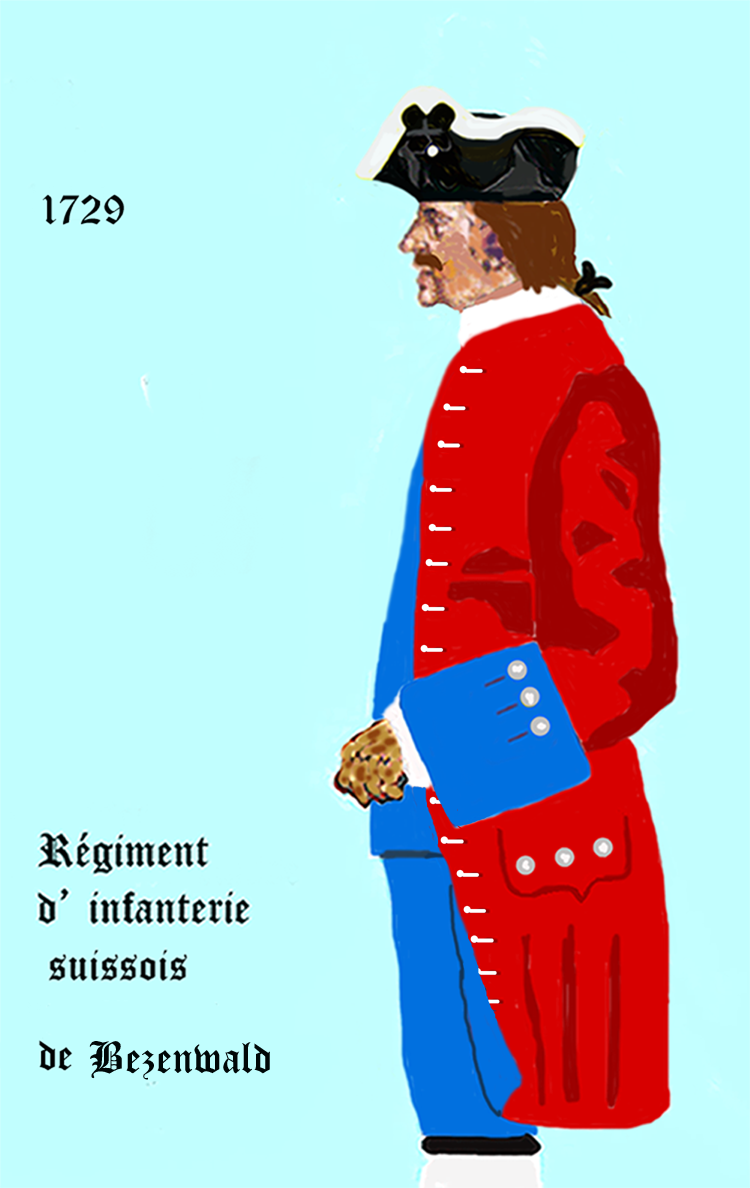
régiment de Besenval de 1729 à 1734
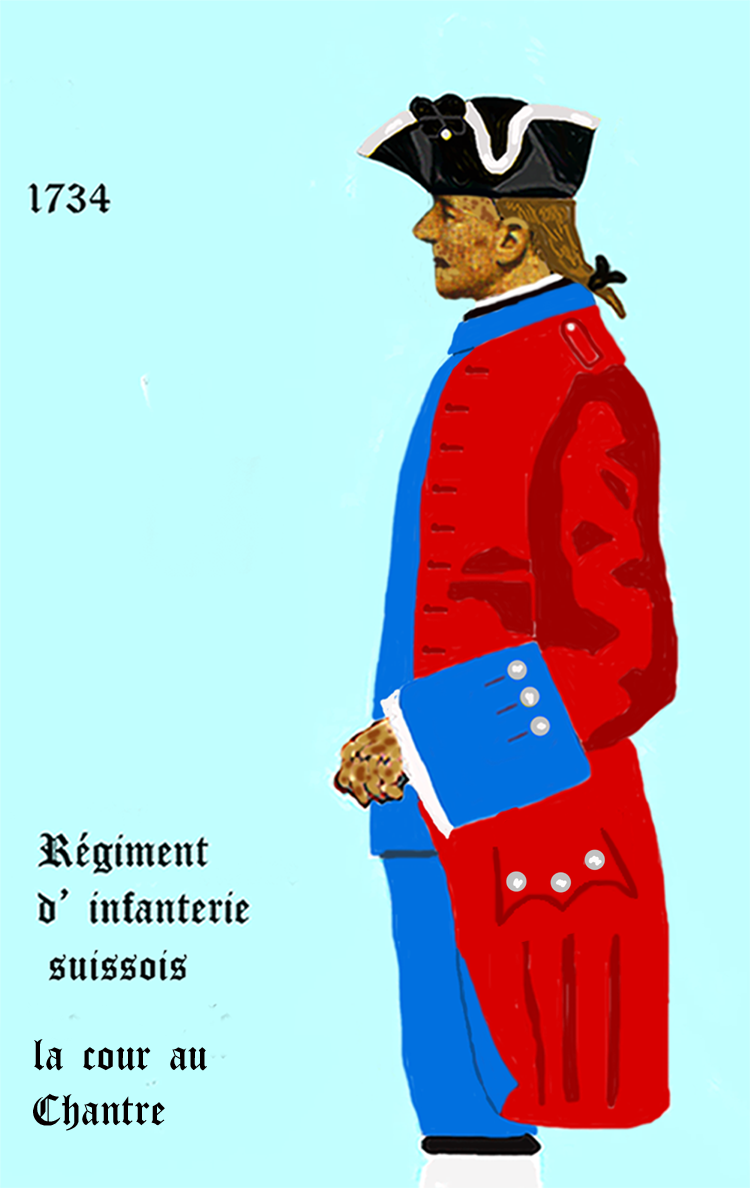
de 1734 à 1762
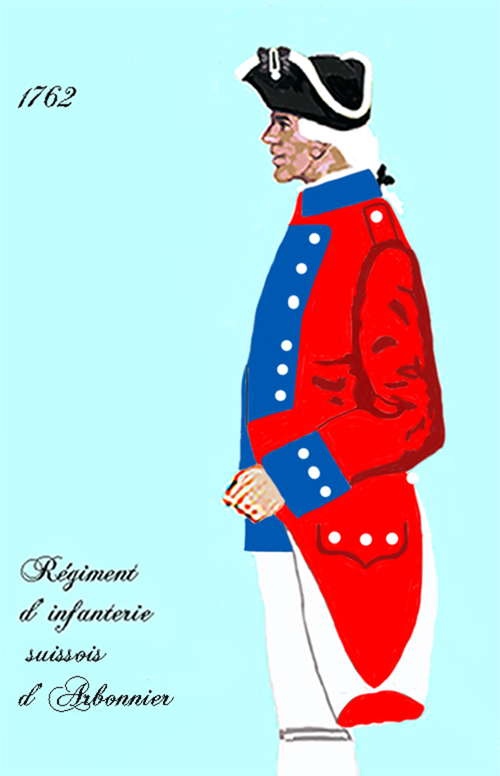
de 1762 à 1776

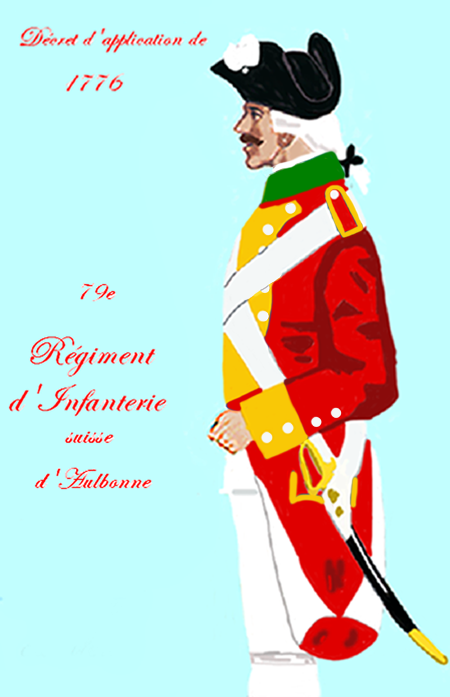
de 1776 à 1786
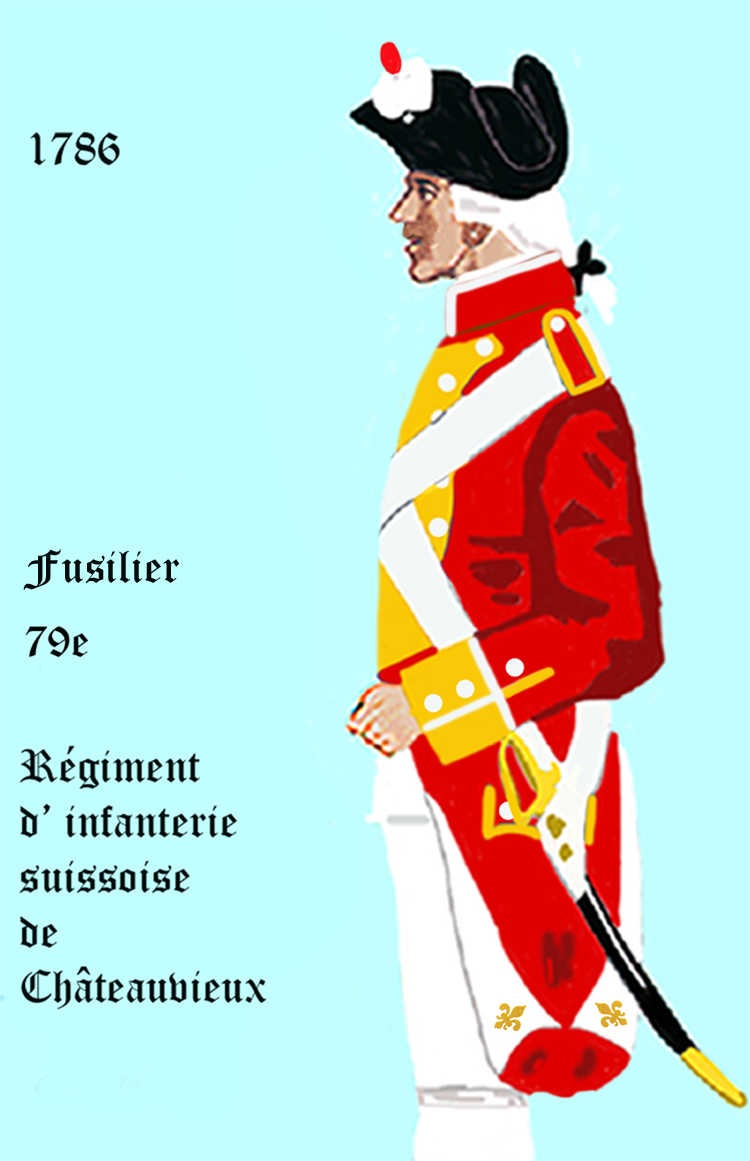
régiment de Châteauvieux de 1786 à 1791
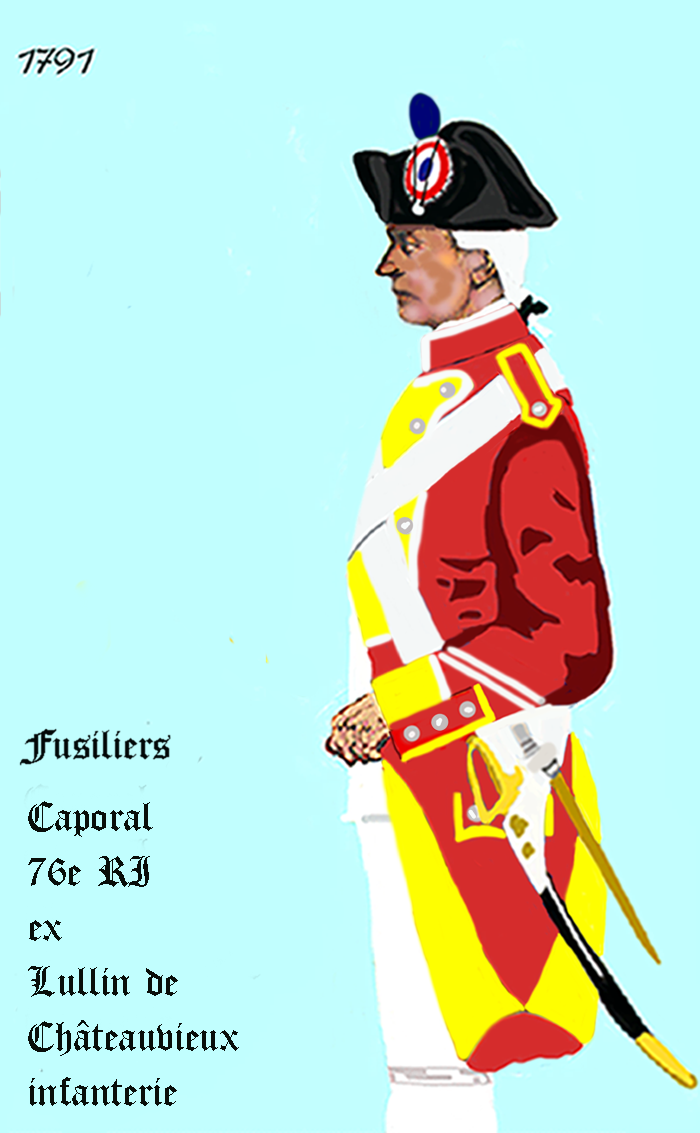
76e régiment d’infanterie de ligne de 1791 à 1792

## Historique

### Colonels et mestres de camp
- 28 janvier 1677 : Jean-Baptiste Stuppa, brigadier le 24 mars 1684, † octobre 1692
- 16 octobre 1692 : Jean-Jacques de Surbeck, brigadier le 25 avril 1691, maréchal de camp le 3 janvier 1696, lieutenant général des armées du roi le 26 octobre 1704, † 5 mai 1714
- 8 mai 1714 : Jean Jacques Hemel, brigadier le 1er février 1719, † 16 mai 1729
- 17 mai 1729 : Jacques Charles de Besenval de Brunnstadt, baron de Besenval, brigadier le 1er février 1719, 20 février 1734, lieutenant général des armées du roi le 1er mars 1738, † 16 octobre 1738
- 26 octobre 1738 : La Cour au Chantre, brigadier le 1er mars 1738, † 19 mars 1748
- 12 mai 1748 : Gaspard Étienne Barbeau de Granvillars, brigadier le 20 mars 1747, † 13 avril 1749
- 15 juin 1749 : Jean Alexandre, chevalier de Balthasard, brigadier le 2 mai 1744, maréchal de camp le 1er janvier 1748, † 25 novembre 1753
- 20 janvier 1754 : Louis Auguste de Planta de Wildemberg, baron de Planta, brigadier le 1er mai 1745, maréchal de camp le 10 mai 1748, lieutenant général des armées du roi le 17 décembre 1759, † juillet 1760
- 10 août 1760 : Louis d’Arbonnier de Dizy, brigadier le 30 novembre 1755, maréchal de camp le 20 février 1761
- 1763 : marquis de Jenner, maréchal de camp
- 1774 : marquis d’Aulbonne, maréchal de camp
- 1783 : Jacques-André, marquis Lullin de Châteauvieux (1728 † 1816), propriétaire du régiment de Châteauvieux[2]

### Campagne et batailles
- Guerre de Succession d'Espagne

15 novembre 1703 : bataille de Spire

### Quartiers
- 1752 : Marsal
- Lille[1]
- 1790 : Nancy, voir l'affaire de Nancy

## Personnalités
- François Pierre Amey, alors sous-lieutenant